# Boerhavia albiflora
Boerhavia albiflora är en underblomsväxtart som beskrevs av Francis Raymond Fosberg. Boerhavia albiflora ingår i släktet Boerhavia och familjen underblomsväxter. Utöver nominatformen finns också underarten B. a. albiflora.